# Belgen in het Noorse voetbal
Belgen in het Noorse voetbal geeft een overzicht van Belgen die een contract hebben (gehad) bij Noorse voetbalclubs uit de hoogste drie divisies.

## Voetballers
| Naam                | Club             | Van  | Tot   | Opmerkingen |
| ------------------- | ---------------- | ---- | ----- | ----------- |
| Sean Aerts          | Bryne FK         | 2019 | 2020  |             |
| David Brocken       | Vålerenga IF     | 2004 | 2005  |             |
| Zymer Bytyqi        | Viking FK        | 2015 | heden |             |
| Steve Cooreman      | HamKam           | 2006 | 2008  |             |
| Jo Coppens          | Lillestrøm SK    | 2020 | 2021  |             |
| Álex Craninx        | Molde FK         | 2018 | 2021  |             |
| Álex Craninx        | Lillestrøm SK    | 2021 | heden |             |
| Jimmy De Wulf       | Tromsø IL        | 2001 | 2001  |             |
| Yassine El Ghanassy | Stabæk Fotball   | 2015 | 2016  |             |
| Tortol Lumanza      | Stabæk Fotball   | 2017 | 2018  |             |
| Akwasi Oduro        | FK Bodø/Glimt    | 2009 | 2009  |             |
| Marvin Ogunjimi     | Strømsgodset IF  | 2014 | 2016  |             |
| Koen Schockaert     | Tromsø IL        | 2001 | 2001  |             |
| Axel Smeets         | HamKam           | 2004 | 2006  |             |
| Karel Snoeckx       | Vålerenga IF     | 2003 | 2003  |             |
| Sven Vandenbroeck   | FK Fyllingsdalen | 2009 | 2009  |             |

## Voetbalsters
| Naam                  | Club           | Van  | Tot   | Opmerkingen |
| --------------------- | -------------- | ---- | ----- | ----------- |
| Tine Schryvers        | Vålerengens IF | 2016 | 2016  |             |
| Justine Vanhaevermaet | Røa IL         | 2019 | 2019  |             |
| Justine Vanhaevermaet | LSK Kvinner FK | 2020 | heden |             |

## Overige functies
| Naam          | Club          | Van  | Tot  | Opmerkingen      |
| ------------- | ------------- | ---- | ---- | ---------------- |
| David Brocken | Vålerenga IF  | 2007 | 2009 | jeugdcoördinator |
| David Brocken | Frigg Oslo FK | 2009 | 2012 | jeugdcoördinator |
| David Brocken | Kolbotn IL    | 2012 | 2015 | dames            |
| David Brocken | Vålerenga IF  | 2015 | 2016 | dames            |
| David Brocken | Lørenskog IF  | 2018 | 2018 | jeugdcoördinator |